# Stora Getfoten

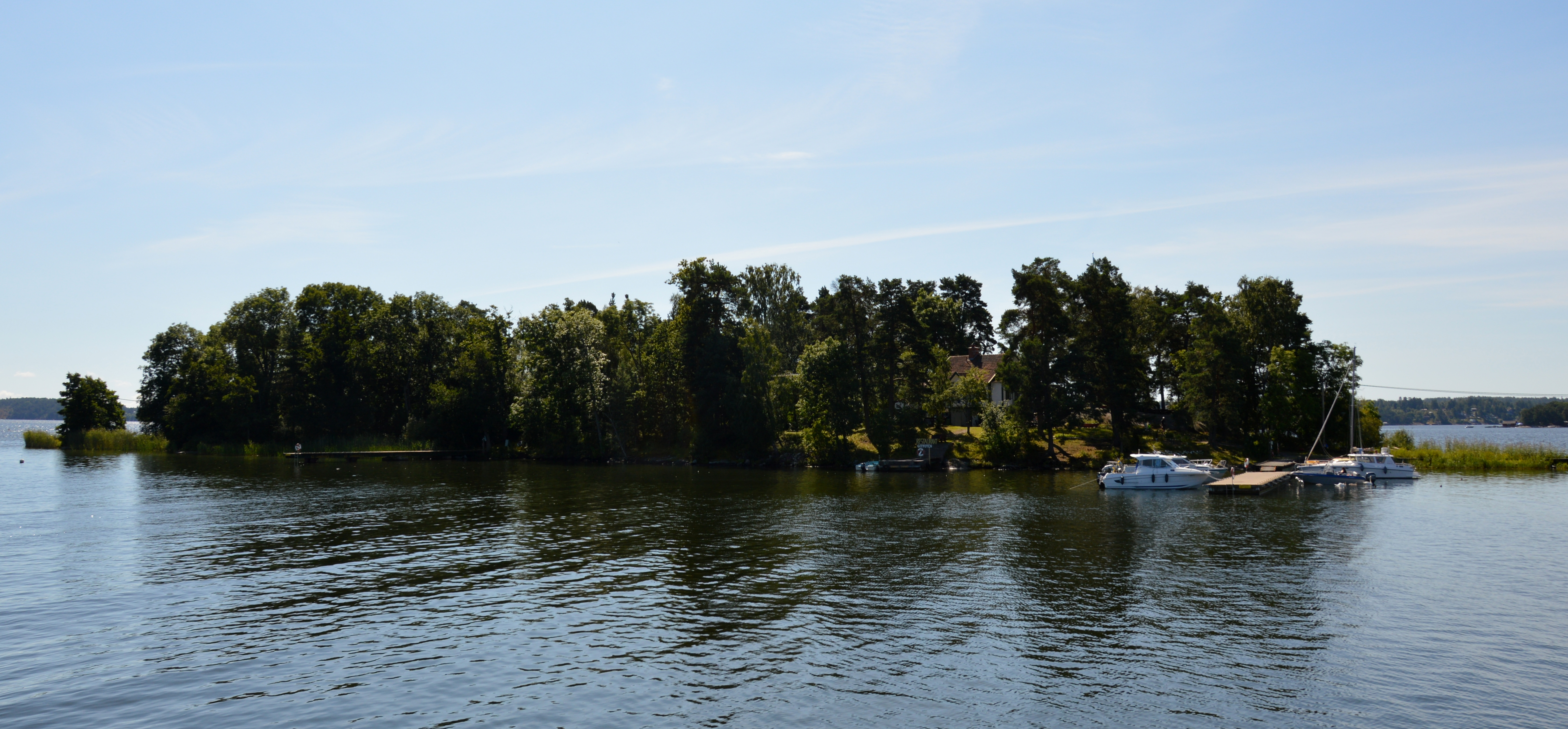
Stora Getfoten, Nordufer

Stora Getfoten ist eine zu Schweden gehörende Insel im Stockholmer Schärengarten.
Die Insel gehört zur Gemeinde Vaxholm. Stora Getfoten liegt südlich der Insel Tynningö. Westlich liegt die Insel Lilla Getfoten, mit der Stora Getfoten über einen 40 Meter langen Steg verbunden ist. Östlich liegt Kalvholmen. Südlich der Insel verläuft die Schiffsroute von der Ostsee nach Stockholm.
Stora Getfoten erstreckt sich von West nach Ost über etwa 200 Meter bei einer Breite von bis zu 100 Metern. Nach Süden verläuft eine etwa 30 Meter lange, schmale Halbinsel. Die Insel ist bewaldet und mit mehreren Gebäuden bebaut. Es besteht eine im Sommerhalbjahr geöffnete Gaststätte sowie eine am Ufer gelegene Sauna. Auf der Nordseite gibt es zwei Schiffsanleger.